# Divinka
Divinka es un municipio situado en el distrito de Žilina, en la región de Žilina, Eslovaquia. Tiene una población estimada, en abril de 2024, de 1010 habitantes.

## Demografía
| Año        | 1994 | 2004    | 2014     | 2024    |
| ---------- | ---- | ------- | -------- | ------- |
| Población  | 793  | 851     | 1040     | 1015    |
| Diferencia |      | +7,31 % | +22,20 % | −2,40 % |

| Año        | 2023 | 2024    |
| ---------- | ---- | ------- |
| Población  | 1013 | 1015    |
| Diferencia |      | +0,19 % |